# Államok vezetőinek listája 1985-ben
Ezen az oldalon az 1985-ben fennálló államok vezetőinek névsora olvasható földrészek, majd országok szerinti bontásban.

## Európa
- Albánia (népköztársaság)
  - A kommunista párt főtitkára – 
    1. Enver Hoxha (1944–1985)
    2. Ramiz Alia (1985–1991), lista

  - Államfő - Ramiz Alia (1982–1992), lista
  - Kormányfő - Adil Çarçani (1981–1991), lista
- Andorra (parlamentáris társhercegség)
  - Társhercegek
    - Francia társherceg - François Mitterrand (1981–1995), lista
    - Episzkopális társherceg - Joan Martí i Alanis (1971–2003), lista

  - Kormányfő - Josep Pintat-Solans (1984–1990), lista
- Ausztria (szövetségi köztársaság)
  - Államfő - Rudolf Kirchschläger (1974–1986), lista
  - Kancellár - Fred Sinowatz (1983–1986), szövetségi kancellár lista
- Belgium (parlamentáris monarchia)
  - Uralkodó - I. Baldvin király (1951–1993)
  - Kormányfő - Wilfried Martens (1981–1992), lista
- Bulgária (népköztársaság)
  - A kommunista párt vezetője – Todor Zsivkov (1954–1989), a Bolgár Kommunista Párt főtitkára
  - Államfő - Todor Zsivkov (1971–1989), lista
  - Kormányfő - Grisa Filipov (1981–1986), lista
- Ciprus (köztársaság)
  - Államfő - Szpírosz Kiprianú (1977–1988), lista
  -  Észak-Ciprus (szakadár állam, csak Törökország ismeri el)
    - Államfő - Rauf Raif Denktaş (1975–2005), lista
    - Kormányfő - 
      1. Mustafa Çağatay (1978–1985)
      2. Derviş Eroğlu (1985–1994), lista
- Csehszlovákia (népköztársaság)
  - A kommunista párt vezetője – Gustáv Husák (1969–1987), a Csehszlovák Kommunista Párt főtitkára
  - Államfő - Gustáv Husák (1975–1989), lista
  - Kormányfő - Lubomír Štrougal (1970–1988), lista
- Dánia (parlamentáris monarchia)
  - Uralkodó - II. Margit királynő (1972–2024)
  - Kormányfő - Poul Schlüter (1982–1993), lista
  -  Feröer
    - Kormányfő – 
      1. Pauli Ellefsen (1981–1985)
      2. Atli Pætursson Dam (1985–1989), lista

  -  Grönland
    - Kormányfő – Jonathan Motzfeldt (1979–1991), lista
- Egyesült Királyság (parlamentáris monarchia)
  - Uralkodó - II. Erzsébet Nagy-Britannia királynője (1952–2022)
  - Kormányfő - Margaret Thatcher (1979–1990), lista
  -  Gibraltár (brit tengerentúli terület)
    - Kormányzó - 
      1. Sir David Williams (1982–1985)
      2. Sir Peter Terry (1985–1989), lista

    - Főminiszter – Sir Joshua Hassan (1972–1987), lista

  -  Guernsey Bailiffség (brit koronafüggőség)
    - Alkormányzó - 
      1. Sir Peter Le Cheminant (1980–1985)
      2. Sir Alexander Boswell (1985–1990), lista

  -  Jersey Bailiffség (brit koronafüggőség)
    - Alkormányzó - 
      1. Sir Peter Whiteley (1979–1985)
      2. Sir William Pillar (1985–1990), lista

  -  Man-sziget (brit koronafüggőség)
    - Alkormányzó - 
      1. Sir Nigel Cecil (1980–1985)
      2. Laurence New (1985–1990), lista
- Finnország (köztársaság)
  - Államfő - Mauno Koivisto (1982–1994), lista
  - Kormányfő - Kalevi Sorsa (1982–1987), lista
  -  Åland
    - Kormányfő – Folke Woivalin (1979–1988)
- Franciaország (köztársaság)
  - Államfő - François Mitterrand (1981–1995), lista
  - Kormányfő – Laurent Fabius (1984–1986), lista
- Görögország (köztársaság)
  - Államfő - 
    1. Konsztantínosz Karamanlisz (1980–1985)
    2. Hrísztosz Szárcetákisz (1985–1990), lista

  - Kormányfő - Andréasz Papandréu (1981–1989), lista
- Hollandia (parlamentáris monarchia)
  - Uralkodó - Beatrix királynő (1980–2013)
  - Miniszterelnök - Ruud Lubbers (1982–1994), lista
  -  Holland Antillák (a Holland Királyság tagállama)
    - lásd Észak-Amerikánál
- Izland (köztársaság)
  - Államfő - Vigdís Finnbogadóttir (1980–1996), lista
  - Kormányfő - Steingrímur Hermannsson (1983–1987), lista
- Írország (köztársaság)
  - Államfő - Patrick Hillery (1976–1990), lista
  - Kormányfő - Garret FitzGerald (1982–1987), lista
- Jugoszlávia (népköztársaság)
  - A kommunista párt vezetője – 
    1. Ali Šukrija (1984–1985)
    2. Vidoje Žarković (1985–1986), a Jugoszláv Kommunista Liga Elnökségének elnöke

  - Államfő - 
    1. Veselin Đuranović (1984–1985)
    2. Radovan Vlajković (1985–1986), Jugoszlávia Elnöksége elnöke, lista

  - Kormányfő - Milka Planinc (1982–1986), lista
- Lengyelország (népköztársaság)
  - A kommunista párt vezetője – Wojciech Jaruzelski (1981–1989), a Lengyel Egyesült Munkáspárt KB első titkára
  - Államfő - 
    1. Henryk Jabłoński (1972–1985)
    2. Wojciech Jaruzelski (1985–1990), lista

  - Kormányfő - 
    1. Wojciech Jaruzelski (1981–1985)
    2. Zbigniew Messner (1985–1988), lista
- Liechtenstein
  - Uralkodó - II. Ferenc József herceg (1938–1989)
  - Kormányfő - Hans Brunhart (1978–1993), lista
- Luxemburg (parlamentáris monarchia)
  - Uralkodó - János nagyherceg (1964–2000)
  - Kormányfő - Jacques Santer (1984–1995), lista
- Magyarország (népköztársaság)
  - A kommunista párt vezetője – Kádár János (1956–1988), a Magyar Szocialista Munkáspárt első titkára
  - Államfő - Losonczi Pál (1967–1987), az Elnöki Tanács elnöke, lista
  - Kormányfő - Lázár György (1975–1987), lista
- Málta (köztársaság)
  - Államfő -  Agatha Barbara (1982–1987), ügyvivő, lista
  - Kormányfő - Karmenu Mifsud Bonnici (1984–1987), lista
- Monaco
  - Uralkodó - III. Rainier herceg (1949–2005)
  - Államminiszter - 
    1. Jean Herly (1981–1985)
    2. Jean Ausseil (1985–1991), lista
- NDK (Német Demokratikus Köztársaság) (népköztársaság)
  - A kommunista párt vezetője – Erich Honecker (1971–1989), a Német Szocialista Egységpárt főtitkára
  - Államfő – Erich Honecker (1976–1989), az NDK Államtanácsának elnöke
  - Kormányfő – Willi Stoph (1976–1989), az NDK Minisztertanácsának elnöke
- NSZK (Német Szövetségi Köztársaság) (szövetségi köztársaság)
  - Államfő - Richard von Weizsäcker (1984–1994), lista
  - Kancellár - Helmut Kohl (1982–1998), lista
- Norvégia (parlamentáris monarchia)
  - Uralkodó - V. Olaf király (1957–1991)
  - Kormányfő - Kåre Willoch (1981–1986), lista
- Olaszország (köztársaság)
  - Államfő - 
    1. Sandro Pertini (1978–1985)
    2. Francesco Cossiga (1985–1992), lista

  - Kormányfő - Bettino Craxi (1983–1987), lista
- Portugália (köztársaság)
  - Államfő - António Ramalho Eanes (1976–1986), lista
  - Kormányfő - 
    1. Mário Soares (1983–1985)
    2. Aníbal Cavaco Silva (1985–1995), lista
- Románia (népköztársaság)
  - A kommunista párt vezetője –  Nicolae Ceaușescu (1965–1989), a Román Kommunista Párt főtitkára
  - Államfő - Nicolae Ceaușescu (1967–1989), lista
  - Kormányfő - Constantin Dăscălescu (1982–1989), lista
- San Marino (köztársaság)
  - Régenskapitányok
- Spanyolország (parlamentáris monarchia)
  - Uralkodó - I. János Károly király (1975–2014)
  - Kormányfő - Felipe Gonzáles (1982–1996), lista
- Svájc (konföderáció)
  - Szövetségi Tanács:[1]
Kurt Furgler (1971–1986), elnök, Pierre Aubert (1978–1987), Leon Schlumpf (1979–1987), Alphons Egli (1982–1986), Otto Stich (1983–1995), Jean-Pascal Delamuraz (1983–1998), Elisabeth Kopp (1984–1989)
- Svédország (parlamentáris monarchia)
  - Uralkodó - XVI. Károly Gusztáv király (1973–)
  - Kormányfő - Olof Palme (1982–1986), lista
- Szovjetunió (szövetségi népköztársaság)
  - A kommunista párt vezetője – 
    1. Konsztantyin Csernyenko (1984–1985)
    2. Mihail Gorbacsov (1985–1991), a Szovjetunió Kommunista Pártjának főtitkára

  - Államfő – 
    1. Konsztantyin Csernyenko (1984–1985)
    2. Andrej Gromiko (1985–1988), lista

  - Kormányfő – 
    1. Nyikolaj Tyihonov (1980–1985)
    2. Nyikolaj Rizskov (1985–1991), lista
- Vatikán (abszolút monarchia)
  - Uralkodó - II. János Pál pápa (1978–2005)
  - Államtitkár - Agostino Casaroli bíboros (1979–1990), lista

## Afrika
- Algéria (köztársaság)
  - Államfő - Csadli Bendzsedid (1979–1992), lista
  - Kormányfő - Abdelhamid Brahimi (1984–1988), lista
- Angola (népköztársaság)
  - A kommunista párt vezetője –  José Eduardo dos Santos (1979–1991), az Angolai Munkáspárt Népi Mozgalmának főtitkára
  - Államfő - José Eduardo dos Santos (1979–2017), lista
- Benin (népköztársaság)
  - A kommunista párt vezetője – Mathieu Kérékou tábornok (1979–1990), a Benini Népi Forradalmi Párt főtitkára
  - Államfő - Mathieu Kérékou tábornok (1972–1991), lista
- Bissau-Guinea (köztársaság)
  - Államfő - João Bernardo Vieira (1984–1999), lista
- Botswana (köztársaság)
  - Államfő - Quett Masire (1980–1998), lista
- Burkina Faso (köztársaság)
  - Államfő - Thomas Sankara (1983–1987), lista
- Burundi (köztársaság)
  - Államfő - Jean-Baptiste Bagaza (1976–1987), lista
- Csád (köztársaság)
  - Államfő - Hissène Habré (1982–1990), lista
- Comore-szigetek (köztársaság)
  - Államfő - Ahmed Abdallah (1978–1989), lista
- Dél-afrikai Köztársaság (köztársaság)
  - Államfő - P. W. Botha (1984–1989), lista
  -  Bophuthatswana (el nem ismert állam)
    - Államfő - Lucas Mangope (1968–1994)[2]

  -  Ciskei (el nem ismert állam)
    - Államfő - Lennox Sebe (1973–1990)[3]

  -  Transkei (el nem ismert állam)
    - Államfő - Kaiser Matanzima (1979–1986)
    - Kormányfő - George Matanzima(1979–1987), lista

  -  Venda (el nem ismert állam)
    - Államfő - Patrick Mphephu (1969–1988)[4]

  - Délnyugat-Afrika (Népszövetségi mandátum, dél-afrikai igazgatás alatt)
    - Főadminisztrátor – 
      1. Willie van Niekerk (1983–1985)
      2. Louis Pienaar (1985–1990), lista

    - Kormányfő – 
      1. Jan F. Greebe (1983–1985), Délnyugat-Afrika miniszterelnöke
      2. Dawid Bezuidenhout (1985)
      3. Hans Diergaardt (1985)
      4. Moses Katjikuru Katjiuongua (1985–1986), Délnyugat-Afrika Átmeneti Egységkormányának elnöke
- Dzsibuti (köztársaság)
  - Államfő - Hassan Gouled Aptidon (1977–1999), lista
  - Kormányfő - Barkat Gourad Hamadou (1978–2001), lista
- Egyenlítői-Guinea (köztársaság)
  - Államfő - Teodoro Obiang Nguema Mbasogo (1979–), lista
  - Kormányfő - Cristino Seriche Bioko (1982–1992), lista
- Egyiptom (köztársaság)
  - Államfő - Hoszni Mubárak (1981–2011), lista
  - Kormányfő - 
    1. Kamal Hasszán Ali (1984–1985)
    2. Ali Lutfi Mahmud (1985–1986), lista
- Elefántcsontpart (köztársaság)
  - Államfő - Félix Houphouët-Boigny (1960–1993), lista
- Etiópia (népköztársaság)
  - A kommunista párt vezetője – Mengisztu Hailé Mariam alezredes (1984–1991)
  - Államfő - Mengisztu Hailé Mariam alezredes (1977–1991), lista
- Gabon (köztársaság)
  - Államfő - Omar Bongo (1967–2009), lista
  - Kormányfő - Léon Mébiame (1975–1990), lista
- Gambia (köztársaság)
  - Államfő - Sir Dawda Jawara (1970–1994), lista
- Ghána (köztársaság)
  - Államfő- Jerry Rawlings (1981–2001), lista
- Guinea (köztársaság)
  - Államfő - Lansana Conté (1984–2008), lista
- Kamerun (köztársaság)
  - Államfő - Paul Biya (1982–), lista
- Kenya (köztársaság)
  - Államfő - Daniel arap Moi (1978–2002), lista
- Kongói Köztársaság (népköztársaság)
  - A kommunista párt vezetője – Denis Sassou Nguesso (1979–1991), a Kongói Munkáspárt Központi Bizottsága elnökségének elnöke
  - Államfő - Denis Sassou Nguesso (1979–1992), lista
  - Kormányfő – Ange Édouard Poungui (1984–1989), lista
- Közép-afrikai Köztársaság (köztársaság)
  - Államfő - André Kolingba (1981–1993), lista
- Lesotho (alkotmányos monarchia)
  - Uralkodó - II. Moshoeshoe király (1965–1990)
  - Kormányfő - Leabua Jonathan (1965–1986),[5] lista
- Libéria (köztársaság)
  - Államfő - Samuel Doe (1980–1990), lista
- Líbia (köztársaság)
  - De facto országvezető - Moammer Kadhafi (1969–2011), lista
  - Névleges államfő - Mifta al-Uszta Umár (1984–1990), Líbia Népi Kongresszusa főtitkára
  - Kormányfő - Muhammad az-Zaruk Radzsab (1984–1986), lista
- Madagaszkár (köztársaság)
  - Államfő - Didier Ratsiraka altengernagy (1975–1993), lista
  - Kormányfő - Désiré Rakotoarijaona alezredes, (1977–1988), lista
- Malawi (köztársaság)
  - Államfő - Hastings Banda (1966–1994), lista
- Mali (köztársaság)
  - Államfő - Moussa Traoré vezérőrnagy (1968–1991), lista
- Marokkó (alkotmányos monarchia)
  - Uralkodó - II. Haszan király (1961–1999)
  - Kormányfő - Mohammed Karim Lamrani (1983–1986), lista
  -  Nyugat-Szahara (részben elismert állam)
    - Államfő - Mohamed Abdelaziz (1976–2016), lista
    - Kormányfő - 
      1. Mahfúd Ali Beiba (1982–1985)
      2. Mohamed Lamine Ould Ahmed (1985–1988), lista
- Mauritánia (köztársaság)
  - Államfő - Maaouya Ould Sid'Ahmed Taya (1984–2005), lista
  - Kormányfő - Maaouya Ould Sid'Ahmed Taya (1984–1992), lista
- Mauritius (monarchia)
  - Uralkodó – II. Erzsébet királynő (1968–1992)
  - Főkormányzó – 
    1. Sir Seewoosagur Ramgoolam (1983–1985)
    2. Sir Cassam Moollan (1985–1986), lista

  - Kormányfő - Sir Anerood Jugnauth (1982–1995), lista
- Mayotte (Franciaország tengerentúli megyéje)
  - Prefektus - François Bonnelle (1984–1986), lista
  - A Területi Tanács elnöke - Younoussa Bamana (1976–2004)
- Mozambik (népköztársaság)
  - A kommunista párt vezetője – Samora Machel (1975–1986), a Mozambiki Felszabadítási Front elnöke
  - Államfő - Samora Machel (1975–1986), lista
- Niger (köztársaság)
  - Államfő - Seyni Kountché (1974–1987), lista
  - Kormányfő - Hamid Algabid (1983–1988), lista
- Nigéria (köztársaság)
  - Államfő - 
    1. Muhammadu Buhari (1983–1985), a Legfelsőbb Katonai Tanács elnöke
    2. Ibrahim Babangida (1985–1993), lista
- Ruanda (köztársaság)
  - Államfő - Juvénal Habyarimana (1973–1994), lista
- São Tomé és Príncipe (köztársaság)
  - Államfő - Manuel Pinto da Costa (1975–1991), lista
- Seychelle-szigetek (köztársaság)
  - Államfő - France-Albert René (1977–2004), lista
- Sierra Leone (köztársaság)
  - Államfő - 
    1. Siaka Stevens (1971–1985)
    2. Joseph Saidu Momoh (1985–1992), lista
- Szenegál (köztársaság)
  - Államfő - Abdou Diouf (1981–2000), lista
- Szent Ilona, Ascension és Tristan da Cunha (Egyesült Királyság tengerentúli területe)
  - Kormányzó - Francis Eustace Baker (1984–1988), lista
- Szomália (köztársaság)
  - A kommunista párt vezetője – Sziad Barré (1976–1991), a Szomáliai Forradalmi Szocialista Párt főtitkára
  - Államfő – Sziad Barré (1969–1991), lista
- Szudán (köztársaság)
  - Államfő - 
    1. Dzsáfar Nimeri (1969–1985)
    2. Abdel Rahman Szvár al-Dahab (1985–1986), lista

  - Kormányfő –
    1. Dzsáfar Nimeri (1977–1985)
    2. Al-Dzsazuli Daf'allah (1985–1986), lista
- Szváziföld (abszolút monarchia)
  - Uralkodó - Ntombi királynő (1983–1986)
  - Kormányfő - Bhekimpi Dlamini herceg (1983–1986), lista
- Tanzánia (köztársaság)
  - Államfő - 
    1. Julius Nyerere (1962–1985)[6]
    2. Ali Hassan Mwinyi (1985–1995), lista

  - Kormányfő - 
    1. Salim Ahmed Salim (1984–1985)
    2. Joseph Sinde Warioba (1985–1990), lista

  -  Zanzibár
    - Államfő – 
      1. Ali Hassan Mwinyi (1984–1985)
      2. Idris Abdul Wakil (1985–1990), elnök

    - Kormányfő – Szeif Sarif Hamad (1984–1988), főminiszter
- Togo (köztársaság)
  - Államfő - Gnassingbé Eyadéma (1967–2005), lista
- Tunézia (köztársaság)
  - Államfő - Habíb Burgiba (1957–1987), lista
  - Kormányfő - Mohammed Mzali (1980–1986), lista
- Uganda (köztársaság)
  - Államfő - 
    1. Milton Obote (1966–1971), (1980–1985), lista
    2. Bazilio Olara-Okello (1985)
    3. Tito Okello (1985–1986), a Katonai Tanács elnöke

  - Kormányfő - 
    1. Otema Alimadi (1980–1985)
    2. Paulo Muwanga (1985)
    3. Abraham Waligo (1985–1986), lista
- Zaire (köztársaság)
  - Államfő - Mobutu Sese Seko (1965–1997), lista
  - Kormányfő - Kengo Wa Dondo (1982–1986), lista
- Zambia (köztársaság)
  - Államfő - Kenneth Kaunda (1964–1991), lista
  - Kormányfő – 
    1. Nalumino Mundia (1981–1985)
    2. Kebby Musokotwane (1985–1989), lista
- Zimbabwe (köztársaság)
  - Államfő - Canaan Banana (1980–1987), lista
  - Kormányfő – Robert Mugabe (1980–1987), lista
- Zöld-foki Köztársaság (köztársaság)
  - Államfő - Aristides Pereira (1975–1991), lista
  - Kormányfő - Pedro Pires (1975–1991), lista

## Dél-Amerika
- Argentína (köztársaság)
  - Államfő - Raúl Alfonsín (1983–1989), lista
- Bolívia (köztársaság)
  - Államfő - 
    1. Hernán Siles Zuazo (1982–1985)
    2. Víctor Paz Estenssoro (1985–1989), lista
- Brazília (köztársaság)
  - Államfő - 
    1. João Figueiredo (1979–1985)
    2. José Sarney (1985–1990), lista
- Chile (köztársaság)
  - Államfő - Augusto Pinochet tábornok (1973–1990), lista
- Ecuador (köztársaság)
  - Államfő - León Febres Cordero (1984–1988), lista
- Falkland-szigetek (Az Egyesült Királyság tengerentúli területe)
  - Kormányzó - 
    1. Sir Rex Hunt (1982–1985)
    2. Gordon Wesley Jewkes (1985–1988), lista

  - Kormányfő - David G. P. Taylor (1983–1987), lista
- Guyana (köztársaság)
  - Államfő - 
    1. Forbes Burnham (1980–1985)
    2. Desmond Hoyte (1985–1992), lista

  - Miniszterelnök - 
    1. Desmond Hoyte (1984–1985)
    2. Hamilton Green (1985–1992), lista
- Kolumbia (köztársaság)
  - Államfő - Belisario Betancur (1982–1986), lista
- Paraguay (köztársaság)
  - Államfő - Alfredo Stroessner (1954–1989), lista
- Peru (köztársaság)
  - Államfő - 
    1. Fernando Belaúnde Terry (1980–1985)
    2. Alan García (1985–1990), lista

  - Kormányfő - 
    1. Luis Pércovich (1984–1985)
    2. Luis Alva Castro (1985–1987), lista
- Suriname (köztársaság)
  - De facto vezető – Dési Bouterse altábornagy, a Nemzeti Katonai Tanács elnöke, (1980–1988)
  - Államfő - Fred Ramdat Misier (1982–1988), lista
  - Kormányfő – Wim Udenhout (1984–1986), lista
- Uruguay (köztársaság)
  - Államfő - 
    1. Gregorio Conrado Álvarez (1981–1985)
    2. Julio María Sanguinetti (1985–1990), lista
- Venezuela (köztársaság)
  - Államfő - Jaime Lusinchi (1984–1989), lista

## Észak- és Közép-Amerika
- Amerikai Egyesült Államok (köztársaság)
  - Államfő - Ronald Reagan (1981–1989), lista
  -  Puerto Rico (Az Egyesült Államok társult állama)
    - Kormányzó - 
      1. Carlos Romero Barceló (1977–1985)
      2. Rafael Hernández Colón (1985–1993), lista

  -  Amerikai Virgin-szigetek (Az Egyesült Államok társult állama)
    - Kormányzó - Juan Francisco Luis (1978–1987), lista
- Anguilla (Az Egyesült Királyság tengerentúli területe)
  - Kormányzó - Alastair Turner Baillie (1983–1987), lista
  - Főminiszter - Emile Gumbs (1984–1994)
- Antigua és Barbuda (parlamentáris monarchia)
  - Uralkodó - II. Erzsébet királynő, Antigua és Barbuda királynője, (1981–2022)
  - Főkormányzó - Sir Wilfred Jacobs (1967–1993), lista
  - Kormányfő - Vere Bird (1976–1994),[7] lista
- Bahama-szigetek (parlamentáris monarchia)
  - Uralkodó - II. Erzsébet királynő, a Bahama-szigetek királynője (1973–2022)
  - Főkormányzó - Sir Gerald Cash (1979–1988), lista
  - Kormányfő - Sir Lynden Pindling (1967–1992),[8] lista
- Barbados (parlamentáris monarchia)
  - Uralkodó - II. Erzsébet királynő, Barbados királynője (1966–2021)
  - Főkormányzó - Sir Hugh Springer (1984–1990), lista
  - Kormányfő - 
    1. Tom Adams (1976–1985)
    2. Harold Bernard St. John (1985–1986), lista
- Belize (parlamentáris monarchia)
  - Uralkodó - II. Erzsébet királynő, Belize királynője, (1981–2022)
  - Főkormányzó - Dáma Elmira Minita Gordon (1981–1993), lista
  - Kormányfő - Manuel Esquivel (1984–1989), lista
- Bermuda (Az Egyesült Királyság tengerentúli területe)
  - Kormányzó - John Morrison (1983–1988), lista
  - Kormányfő - Sir John Swan (1982–1995), lista
- Brit Virgin-szigetek (Az Egyesült Királyság tengerentúli területe)
  - Kormányzó - David Robert Barwick (1982–1986), lista
  - Kormányfő - Cyril Romney (1983–1986), lista
- Costa Rica (köztársaság)
  - Államfő - Luis Alberto Monge (1982–1986), lista
- Dominikai Közösség (köztársaság)
  - Államfő - Sir Clarence Seignoret (1983–1993), lista
  - Kormányfő - Dáma Eugenia Charles (1980–1995), lista
- Dominikai Köztársaság (köztársaság)
  - Államfő - Salvador Jorge Blanco (1982–1986), lista
- Salvador (köztársaság)
  - Államfő - José Napoleón Duarte (1984–1989), lista
- Grenada (parlamentáris monarchia)
  - Uralkodó - II. Erzsébet királynő, Grenada királynője, (1974–2022)
  - Főkormányzó - Sir Paul Scoon (1978–1992), lista
  - Kormányfő - Herbert Blaize (1984–1989), lista
- Guatemala (köztársaság)
  - Államfő - Óscar Humberto Mejía Victores (1983–1986), lista
- Haiti (köztársaság)
  - Államfő - Jean-Claude Duvalier (1971–1986), Haiti örökös elnöke, lista
- Holland Antillák (A Holland Királyság társult állama)
  - Uralkodó - Beatrix királynő, a Holland Antillák királynője, (1980–2010)
  - Kormányzó - René Römer (1983–1990), lista
  - Miniszterelnök - Maria Liberia Peters (1984–1986), lista
- Honduras (köztársaság)
  - Államfő - Roberto Suazo Córdova (1982–1986), lista
- Jamaica (parlamentáris monarchia)
  - Uralkodó - II. Erzsébet királynő, Jamaica királynője, (1962–2022)
  - Főkormányzó - Sir Florizel Glasspole (1973–1991), lista
  - Kormányfő - Edward Seaga (1980–1989), lista
- Kajmán-szigetek (Az Egyesült Királyság tengerentúli területe)
  - Kormányzó - George Peter Lloyd (1982–1987), lista
- Kanada (parlamentáris monarchia)
  - Uralkodó - II. Erzsébet királynő, Kanada királynője, (1952–2022)
  - Főkormányzó - Jeanne Sauvé (1984–1990), lista
  - Kormányfő - Brian Mulroney (1984–1993), lista
- Kuba (népköztársaság)
  - A kommunista párt főtitkára - Fidel Castro (1965–2011), főtitkár
  - Államfő - Fidel Castro (1976–2008), lista
  - Miniszterelnök - Fidel Castro (1959–2008), lista
- Mexikó (köztársaság)
  - Államfő - Miguel de la Madrid (1982–1988), lista
- Montserrat (Az Egyesült Királyság tengerentúli területe)
  - Kormányzó - Arthur Christopher Watson (1985–1987), lista
  - Kormányfő - John Osborne (1978–1991), lista
- Nicaragua (köztársaság)
  - Államfő - 
    1. A Nemzeti Újjáépítés Tanácsa (1978–1985)
    2. Daniel Ortega (1985–1990), lista
- Panama (köztársaság)
  - De facto országvezető – Manuel Noriega tábornok (1983–1989)
  - Államfő - 
    1. Nicolás Ardito Barletta Vallarino (1984–1985)
    2. Eric Arturo Delvalle (1985–1988), lista
- Saint Kitts és Nevis (parlamentáris monarchia)
  - Uralkodó - II. Erzsébet királynő, Saint Kitts és Nevis királynője, (1983–2022)
  - Főkormányzó - Sir Clement Arrindell (1981–1995),[9] lista
  - Kormányfő - Kennedy Simmonds (1980–1995), lista
  -  Nevis
    - Főkormányzó-helyettes – Weston Parris (1983–1992)
    - Főminiszter – Simeon Daniel (1983–1992)
- Saint Lucia (parlamentáris monarchia)
  - Uralkodó - II. Erzsébet királynő, Szent Lucia királynője, (1979–2022)
  - Főkormányzó - Sir Allen Montgomery Lewis (1982–1987), lista
  - Kormányfő - John Compton (1982–1996), lista
- Saint-Pierre és Miquelon (Franciaország külbirtoka)
  - Prefektus - 
    1. Gérard Lefèvre (1983–1985)
    2. Bernard Leurquin (1985–1987), lista

  - A Területi Tanács elnöke - Marc Plantegenest (1984–1994), lista
- Saint Vincent és a Grenadine-szigetek (parlamentáris monarchia)
  - Uralkodó - II. Erzsébet királynő, Saint Vincent királynője, (1979–2022)
  - Főkormányzó - 
    1. Sir Sydney Gun-Munro (1976–1985)[10]
    2. Sir Joseph Lambert Eustace (1985–1988), lista

  - Kormányfő - Sir James Fitz-Allen Mitchell(1984–2000), lista
- Trinidad és Tobago (köztársaság)
  - Államfő - Sir Ellis Clarke (1972–1987),[11] lista
  - Kormányfő - George Chambers (1981–1986), lista
- Turks- és Caicos-szigetek (Az Egyesült Királyság tengerentúli területe)
  - Kormányzó - Christopher J. Turner (1982–1987), lista
  - Főminiszter - 
    1. Norman Saunders (1980–1985)
    2. Nathaniel Francis (1985–1986), lista

## Ázsia
- Afganisztán (népköztársaság)
  - A kommunista párt vezetője – Babrak Karmal (1979–1986), az Afgán Népi Demokratikus Párt főtitkára
  - Államfő – Babrak Karmal (1979–1986), lista
  - Kormányfő – Szultán Ali Kestmand (1981–1988), lista
- Bahrein (alkotmányos monarchia)
  - Uralkodó - II. Ísza emír (1961–1999)[12]
  - Kormányfő - Halífa ibn Szalmán Al Halífa, lista (1970–2020)[13]
- Banglades (köztársaság)
  - Államfő - Husszain Muhammad Ersad altábornagy (1983–1990), lista
  - Kormányfő - Ataur Rahman Khan (1984–1986), lista
- Bhután (abszolút monarchia)
  - Uralkodó - Dzsigme Szingye Vangcsuk király (1972–2006)
- Brunei (abszolút monarchia)
  - Uralkodó - Hassanal Bolkiah, szultán (1967–)[14]
  - Kormányfő - Hassanal Bolkiah szultán (1984–), lista
- Burma (köztársaság)
  - Államfő - Szan Ju tábornok (1981–1988), lista
  - Kormányfő - Maung Maung Kha ezredes (1977–1988), lista
- Dél-Korea (köztársaság)
  - Államfő - Cson Duhvan (1980–1988), lista
  - Kormányfő - 
    1. Dzsin Uidzsong (1983–1985)
    2. No Sinjung (1985–1987), lista
- Egyesült Arab Emírségek (abszolút monarchia)
  - Elnök - Zájed bin Szultán Ál Nahján (1971–2004), lista
  - Kormányfő - Rásid bin Szaíd Al Maktúm (1979–1990), lista
  - Az egyes Emírségek uralkodói (lista):
    - Abu-Dzabi – Zájed bin Szultán Ál Nahján (1971–2004)
    - Adzsmán – Humajd ibn Rásid an-Nuajmi (1981–)
    - Dubaj – Rásid bin Szaíd Al Maktúm (1979–1990)
    - Fudzsejra – Hamad ibn Muhammad as-Sarki (1974–)
    - Rász el-Haima – Szakr ibn Muhammad al-Kászimi (1948–2010)
    - Sardzsa – Szultán ibn Muhammad al-Kászimi (1972–)
    - Umm al-Kaivain – Rásid ibn Ahmad al-Mualla (1981–2009)
- Észak-Korea (népköztársaság)
  - A kommunista párt főtitkára - Kim Ir Szen (1948–1994), főtitkár
  - Államfő - Kim Ir Szen (1972–1994), országvezető
  - Kormányfő - Kang Szongszan (1984–1986), lista
- Fülöp-szigetek (köztársaság)
  - Államfő - Ferdinand Marcos (1965–1986), lista
  - Kormányfő – Cesar Virata (1981–1986), lista
- Hongkong (brit koronafüggőség)
  - Kormányzó - Sir Edward Youde (1982–1986), lista
- India (köztársaság)
  - Államfő - Zail Szingh (1982–1987), lista
  - Kormányfő - Radzsiv Gandhi (1984–1989), lista
- Indonézia (köztársaság)
  - Államfő - Suharto (1967–1998), lista
- Irak (köztársaság)
  - Államfő - Szaddám Huszein (1979–2003), lista
  - Kormányfő - Szaddám Huszein (1979–1991), lista
- Irán (köztársaság)
  - Legfelső vallási vezető - Ruholláh Homeini (1979–1989), lista
  - Államfő - Ali Hámenei (1981–1989), lista
  - Kormányfő – Mir-Hoszein Muszavi (1981–1989)
- Izrael (köztársaság)
  - Államfő - Háim Hercog (1983–1993), lista
  - Kormányfő - Simón Peresz (1984–1986), lista
- Japán (parlamentáris monarchia)
  - Uralkodó - Hirohito császár (1926–1989)
  - Kormányfő - Nakaszone Jaszuhiro (1982–1987), lista
- Dél-Jemen (Jemeni Népi Demokratikus Köztársaság) (népköztársaság)
  - A kommunista párt vezetője – Ali Naszír Muhammad (1980–1986), a Jemeni Szocialista Párt főtitkára
  - Államfő – Ali Naszír Muhammad (1980–1986), Dél-Jemen Legfelsőbb Népi Tanácsa elnökségének elnöke
  - Kormányfő – Haidar Abu Bakr al-Attasz (1971–1986)
- Észak-Jemen (Jemeni Arab Köztársaság) (köztársaság)
  - Államfő - Ali Abdullah Szaleh (1978–2012),[15] lista
  - Kormányfő –  Abdul Aziz Abdul Gáni (1983–1990), lista
- Jordánia (alkotmányos monarchia)
  - Uralkodó - Huszejn király (1952–1999)
  - Kormányfő - 
    1. Ahmad Obeidat (1984–1985)
    2. Zaid al-Rifai (1985–1989), lista
- Kambodzsa (népköztársaság)
  - A kommunista párt vezetője – Heng Szamrin (1981–1991)
  - Államtanács elnöke – Heng Szamrin (1979–1992)
  - Kormányfő – Hun Szen (1985–2023),[16] lista
- Katar (abszolút monarchia)
  - Uralkodó - Halífa emír (1972–1995)
  - Kormányfő - Halífa emír (1970–1995)[17]
- Kína (népköztársaság)
  - Legfelső Vezető – Teng Hsziao-ping (1980–90-es évek)
  - A kommunista párt főtitkára - Hu Jaopang (1981–1987), főtitkár
  - Államfő - Li Hszien-nien (1983–1988), lista
  - Kormányfő - Csao Cejang (1980–1987), lista
- Kuvait (alkotmányos monarchia)
  - Uralkodó - III. Dzsáber emír (1977–2006)[18]
  - Kormányfő - Szaad al-Abdulláh al-Szálim asz-Szabáh (1978–2003),[18] lista
- Laosz (népköztársaság)
  - A kommunista párt főtitkára - Kajszone Phomviháne (1975–1992), főtitkár
  - Államfő - Szuphanuvong (1975–1991), ügyvezető elnök, lista
  - Kormányfő - Kajszone Phomviháne (1975–1991), lista
- Libanon (köztársaság)
  - Államfő - Amín Dzsemajel (1982–1988), lista
  - Kormányfő - Rásid Kárámi (1984–1987), lista
- Makaó (Portugália tengerentúli területe)
  - Kormányzó - Vasco de Almeida e Costa (1981–1986), kormányzó
- Malajzia (parlamentáris monarchia)
  - Uralkodó - Iskandar szultán (1984–1989)
  - Kormányfő - Mahathir bin Mohamad (1981–2003), lista
- Maldív-szigetek (köztársaság)
  - Államfő - Maumoon Abdul Gayoom (1978–2008), lista
- Mongólia (népköztársaság)
  - A kommunista párt vezetője – Dzsambün Batmönkh (1984–1990), Mongol Forradalmi Néppárt Központi Bizottságának főtitkára
  - Államfő - Dzsambün Batmönkh (1984–1990), Mongólia Nagy Népi Hurálja Elnöksége elnöke, lista
  - Kormányfő - Dumaagiin Szodnom (1984–1990), lista
- Nepál (alkotmányos monarchia)
  - Uralkodó - Bírendra király (1972–2001)
  - Kormányfő - Lokendra Bahadur Csand (1983–1986), lista
- Omán (abszolút monarchia)
  - Uralkodó - Kábúsz szultán (1970–2020)
  - Kormányfő - Kábúsz bin Száid al Száid (1972–2020), lista
- Pakisztán (köztársaság)
  - Államfő - Mohammad Ziaul Hakk (1978–1988), lista
  - Kormányfő - 
    1. Mohammad Ziaul Hakk (1977–1985)
    2. Mohammad Kán Dzsunedzso (1985–1988), lista
- Srí Lanka (köztársaság)
  - Államfő - Junius Richard Jayewardene (1978–1989), lista
  - Kormányfő - Ranasinghe Premadasa (1978–1989), lista
- Szaúd-Arábia (abszolút monarchia)
  - Uralkodó - Fahd király (1982–2005)
  - Kormányfő - Fahd király (1982–2005)
- Szingapúr (köztársaság)
  - Államfő - 
    1. Devan Nair (1981–1985)
    2. Ví Kimví (1985–1993), lista

  - Kormányfő - Li Kuang-jao (1959–1990)[19]
- Szíria (köztársaság)
  - Államfő - Hafez al-Aszad (1971–2000), lista
  - Kormányfő - Abdul Rauf al-Kasm (1980–1987), lista
- Tajvan (köztársaság)
  - Államfő - Csiang Csinkuo (1978–1988), lista
  - Kormányfő - Ju Kuova (1984–1989), lista
- Thaiföld (parlamentáris monarchia)
  - Uralkodó - Bhumibol Aduljadezs király (1946–2016)
  - Kormányfő - Prem Tinszulanonda (1980–1988), lista
- Törökország (köztársaság)
  - Államfő - Kenan Evren (1982–1989), lista
  - Kormányfő - Turgut Özal (1983–1989), lista
- Vietnám (népköztársaság)
  - A kommunista párt főtitkára - Lê Duẩn (1960–1986), főtitkár
  - Államfő - Trường Chinh (1981–1987), lista
  - Kormányfő - Phạm Văn Đồng (1955–1987),[20] lista

## Óceánia
- Amerikai Szamoa (Az Amerikai Egyesült Államok külterülete)
  - Kormányzó - 
    1. Peter Tali Coleman (1978–1985)
    2. A. P. Lutali (1985–1989), lista
- Ausztrália (parlamentáris monarchia)
  - Uralkodó - II. Erzsébet királynő, Ausztrália királynője, (1952–2022)
  - Főkormányzó - Sir Ninian Stephen (1982–1989), lista
  - Kormányfő - Bob Hawke (1983–1991), lista
  -  Karácsony-sziget (Ausztrália külterülete)
    - Adminisztrátor - Tom F. Paterson (1983–1986)

  -  Kókusz (Keeling)-szigetek (Ausztrália külterülete)
    - Adminisztrátor - 
      1. K. Chan (1983–1985)
      2. Carolyn Stuart (1985–1987)

  -  Norfolk-sziget (Ausztrália autonóm területe)
    - Adminisztrátor - 
      1. Raymond Edward Trebilco (1982–1985)
      2. John Alexander Matthew (1985–1988)

    - Kormányfő - David Buffett (1979–1986), lista
- Csendes-óceáni-szigetek (ENSZ gyámsági terület, USA adminisztráció)
  - Főbiztos – Janet J. McCoy (1981–1987)
  -  Északi-Mariana-szigetek (autonóm terület)
    - Kormányzó - Pedro Tenorio (1982–1990), lista

  -  Marshall-szigetek (autonóm terület)
    - Államfő - Amata Kabua (1979–1996), lista

  -  Mikronézia (autonóm terület)
    - Államfő - Tosiwo Nakayama (1979–1987), lista

  -  Palau (autonóm terület)
    - Államfő - 
      1. Haruo Remeliik (1981–1985)
      2. id. Thomas Remengesau (1985)
      3. Alfonso Oiterong (1985)
      4. Lazarus Salii (1985–1988), lista
- Fidzsi (monarchia)
  - Uralkodó – II. Erzsébet királynő, Fidzsi királynője, (1970–1987)
  - Főkormányzó – Sir Penaia Ganilau (1983–1987), lista
  - Kormányfő - Ratu Sir Kamisese Mara (1967–1987), lista
- Francia Polinézia (Franciaország külterülete)
  - Főbiztos - 
    1. Alain Ohrel (1983–1985)
    2. Bernard Gérard (1985–1986), lista

  - Kormányfő - Gaston Flosse (1984–1987), lista
- Guam (Az USA külterülete)
  - Kormányzó - Ricardo Bordallo (1983–1987), lista
- Kiribati (köztársaság)
  - Államfő - Ieremia Tabai (1983–1991), lista
- Nauru (köztársaság)
  - Államfő - Hammer DeRoburt (1978–1986), lista
- Nyugat-Szamoa (parlamentáris monarchia)
  - Uralkodó - Malietoa Tanumafili II, O le Ao o le Malo (1962–2007)
  - Kormányfő - 
    1. Tofilau Eti Alesana (1982–1985)
    2. Va'ai Kolone (1985–1988), lista
- Pápua Új-Guinea (parlamentáris monarchia)
  - Uralkodó - II. Erzsébet királynő, Pápua Új-Guinea királynője (1975–2022)
  - Főkormányzó - Sir Kingsford Dibela (1983–1989), lista
  - Kormányfő - 
    1. Michael Somare (1982–1985)
    2. Paias Wingti (1985–1988), lista

  -  Bougainville (autonóm terület)
  - Miniszterelnök – Alexis Sarei (1984–1987) adminisztrátor
- Pitcairn-szigetek (Az Egyesült Királyság külbirtoka)
  - Kormányzó - Terence Daniel O'Leary (1984–1987), lista
- Salamon-szigetek (parlamentáris monarchia)
  - Uralkodó - II. Erzsébet királynő, a Salamon-szigetek királynője (1978–2022)
  - Főkormányzó - Baddeley Devesi (1978–1988), lista
  - Kormányfő - Peter Kenilorea (1984–1986), lista
- Tonga (alkotmányos monarchia)
  - Uralkodó - IV. Tāufaʻāhau Tupou király (1965–2006)[21]
  - Kormányfő - Fatafehi Tu'ipelehake herceg (1965–1991),[21] lista
- Tuvalu (parlamentáris monarchia)
  - Uralkodó - II. Erzsébet királynő, Tuvalu királynője (1978–2022)
  - Főkormányzó - Sir Fiatau Penitala Teo (1978–1986), lista
  - Kormányfő - Tomasi Puapua (1981–1989), lista
- Új-Kaledónia (Franciaország külbirtoka)
  - Főbiztos - 
    1. Edgar Pisani (1985)
    2. Fernand Wibaux (1985–1986), lista
- Új-Zéland (parlamentáris monarchia)
  - Uralkodó - II. Erzsébet királynő, Új-Zéland királynője (1952–2022)
  - Főkormányzó - 
    1. Sir David Beattie (1980–1985)
    2. Sir Paul Reeves (1985–1990), lista

  - Kormányfő - David Lange (1984–1989), lista
  -  Cook-szigetek (Új-Zéland társult állama)
    - A királynő képviselője - Sir Tangaroa Tangaroa (1984–1990)
    - Kormányfő - Tom Davis (1983–1987), lista

  -  Niue (Új-Zéland társult állama)
    - Kormányfő - Sir Robert Rex (1974–1992), lista

  -  Tokelau-szigetek (Új-Zéland külterülete)
    - Adminisztrátor - Harold Huyton Francis (1984–1988)
- Vanuatu (köztársaság)
  - Államfő - Ati George Sokomanu (1984–1989), lista
  - Kormányfő - Walter Lini (1979–1991),[22] lista
- Wallis és Futuna (Franciaország külterülete)
  - Főadminisztrátor - 
    1. Michel Kuhnmunch (1984–1985)
    2. Bernard Lesterlin (1985–1986), lista

  - Területi Gyűlés elnöke - Falakiko Gata (1984–1986), lista